# Eugene Lukacs
Eugene Lukacs (* 14. August 1906 in Szombathely, Ungarn; † 21. Dezember 1987 in Washington, D.C.; eigentlich Jenő Lukács) war ein US-amerikanischer Mathematiker ungarischer Herkunft. Seine wesentlichen Arbeitsgebiete waren die Versicherungsmathematik und die Stochastik, insbesondere die Theorie der charakteristischen Funktionen.

## Leben
Eugene Lukacs wuchs in Wien auf, wo sein Vater als Bankangestellter arbeitete. Er begann 1925 ein Studium des Maschinenbauwesens an der Technischen Universität Wien, das er jedoch abbrach, um an der Universität Wien Mathematik zu studieren. Zu seinen Lehrern gehörten Eduard Helly, Leopold Vietoris, Wilhelm Wirtinger und Hans Hahn. Er wurde 1930 mit der Schrift Über Ebenen in Riemannschen Räumen  promoviert, 1931 erlangte er einen weiteren Abschluss in Versicherungsstatistik. Danach arbeitete er, unter anderem auch aus ökonomischen Gründen, zunächst als Lehrer an einer Wiener Sekundarschule. 1933 nahm er eine Position als Versicherungsmathematiker bei einer Versicherungsgesellschaft an, in der bereits sein früherer Lehrer Eduard Helly arbeitete. 1937 verließ er die Versicherungsgesellschaft und unterrichtete Mathematik an der Volkshochschule Wien.
Lukacs heiratete im Jahr 1935 Elizabeth Weisz, die er 1927 an der Universität Wien während ihres Mathematik- und Physikstudiums kennengelernt hatte. Nach dem Einmarsch Hitlers in Österreich im März 1938 bereitete er, wie viele Österreicher und Deutsche jüdischen Ursprungs, seine Übersiedlung in die Vereinigten Staaten vor. Elizabeth Lukacs verließ Österreich Ende 1938, Eugene Lukacs folgte ihr im Februar 1939. Er arbeitete als Lehrer für höhere Mathematik an einer High School in Baltimore (1940 bis 1942) und unterrichtete Physik und Mathematik als Assistant Professor am Illinois College, Jacksonville (1942) und als Associate Professor am Berea College, Kentucky (1944).
1945 erhielt Lukacs die USA-Staatsbürgerschaft und wurde als Professor an die University of Cincinnati berufen. Dort arbeitete er mit Otto Szász zusammen und schrieb mit ihm mehrere gemeinsame Arbeiten zur Wahrscheinlichkeitstheorie. Von 1948 bis 1955 arbeitete Lukacs am National Bureau of Standards und als Leiter der Statistik-Abteilung am Office of Naval Research, daneben hielt er Vorlesungen an mehreren Hochschulen.
1955 wurde er als Professor an die Katholische Universität von Amerika nach Washington D. C. berufen, wo er 1959 die Leitung des Statistischen Labors übernahm. Diese Einrichtung entwickelte sich zu einer bedeutenden Forschungsstätte, an der Lukacs zusammen mit Mathematikern wie Harald Cramér, John von Neumann, Alfréd Rényi, Paul Lévy, Ronald Fisher, Paul Erdős, Jacob Wolfowitz und William Feller arbeitete.
Eugene Lukacs wurde 1972 an der Katholischen Universität emeritiert und arbeitete danach weitere vier Jahre mit seinen Kollegen Radha Govinda Laha und Vijay Kumar Rohatgi an der Bowling Green State University, wo er das Statistische Labor fortführte.

## Wissenschaftliche Arbeit
Eugene Lukacs leistete in den ersten Jahren seiner wissenschaftlichen Tätigkeit insbesondere Beiträge zur Versicherungsmathematik, worüber er etwa 20 Veröffentlichungen schrieb. Nach seiner Ankunft in den USA hörte er ab 1940 an der Columbia University New York Vorlesungen von Abraham Wald, den er bereits in Wien kennengelernt hatte. Dadurch begann Lukacs, sich für Statistik und Wahrscheinlichkeitstheorie zu interessieren und arbeitete seitdem fast ausschließlich auf diesem Gebiet. Es gelang ihm erfolgreich, funktionentheoretische Methoden zur Lösung von Problemstellungen der Stochastik einzusetzen. Er untersuchte analytische Eigenschaften charakteristischer Funktionen, um von diesen auf Eigenschaften der zugehörigen Verteilungsfunktionen und damit der untersuchten Zufallsvariablen zu schließen. Er formulierte mehrere Charakterisierungssätze für normalverteilte und gammaverteilte Zufallsvariablen. Seine analytischen Untersuchungen bezogen sich vor allem auf unendlich teilbare und stabile Verteilungsfunktionen.
Gastaufenthalte und Gastprofessuren führten Lukacs mehrmals nach Europa. 1961/1962 arbeitete er an der Sorbonne Paris, dem Schweizer Bundesinstitut Zürich und den Universitäten Brüssel und Athen. In den Jahren 1965/1966 kam er erneut an die Sorbonne und an die Fachhochschule Wien, später an die Universitäten Hull (1971) und Sheffield (1974/1975), die Fachhochschule Wien (1975–1977) und die Universität Erlangen (1977/1978). Mehrfach weilte er am Mathematischen Forschungsinstitut Oberwolfach. Im Jahr 1980 leitete er dort eine Konferenz zum Thema Analytische Methoden in der Wahrscheinlichkeitsrechnung.
Lukacs war Mitherausgeber mehrerer Zeitschriften, so des Journal of the American Statistical Association, der Annals of Mathematical Statistics, des Journal of Multivariate Analysis und der Academic-Press-Reihe Probability and Mathematical Statistics, die er 1960 zusammen mit Zygmunt William Birnbaum gegründet hatte.

## Auszeichnungen und Ehrungen
Eugene Lukacs wurde 1957 Mitglied des „Institute of Mathematical Statistics“, 1958 der American Association for the Advancement of Science, 1969 der American Statistical Association und 1973 der Österreichischen Akademie der Wissenschaften.
1981 erschien anlässlich seines 75. Geburtstages ein Sammelband mit 22 Artikeln von 34 Autoren.
Nach seinem Tode wurde Lukacs in besonderem Maße durch die Bowling Green State University geehrt. 1991 wurde eine Eugene-Lukacs-Gastprofessur (Eugene Lukacs Distinguished Visiting Professor) eingerichtet, auf die für jeweils ein oder zwei Semester ein international bekannter Wissenschaftler berufen wird. Zu diesen gehörten Anatoli Skorochod (1993/1994) und C. Radhakrishna Rao (1996/1997). Von 1991 bis 1999 fand an der Bowling Green State University jährlich ein Eugene-Lukacs-Symposium mit internationaler Beteiligung statt.

## Schriften
Eugene Lukacs schrieb über 110 Veröffentlichungen in internationalen Fachzeitschriften. Seine als Bücher erschienenen Hauptwerke sind:
- Characteristic functions. Griffin, London 1960. 2. Auflage 1970, ISBN 0-85264-170-2.
- mit Radha G. Laha: Applications of characteristic functions. Griffin, London 1964.
- Probability and mathematical statistics. An introduction. Academic Press, New York 1972, ISBN 0-12-459850-1.
- Stochastic convergence. 2. Auflage. Academic Press, New York 1975, ISBN 0-12-459860-9.
- Developments in characteristic function theory. Macmillan, New York 1983, ISBN 0-02-848550-5 und Griffin, London 1983, ISBN 0-85264-271-7.